# 風の歌 (GRAPEVINEの曲)
「風の歌」（かぜのうた）は、GRAPEVINEの25枚目のシングル。2010年11月17日にポニーキャニオンから発売された。

## 解説
- 「長田進withGRAPEVINE」名義での活動を経てリリースされた作品。GRAPEVINEの単独名義では、アルバム『TWANGS』から約1年4か月振り、シングルでは『疾走』以来約1年半振りのリリースとなった。なお、前作『疾走』から本作までのインターバル（約1年半）は、発売当時のGRAPEVINEのシングルの中では最長であった[1]。
- 約2か月後にリリースされるアルバム『真昼のストレンジランド』の先行シングルとなった。
- 本作には、ボーカルの田中に初期から現在までの曲から10曲を選び、エピソードや詩曲についてインタビューを行ったスペシャル・ブック『風の跡』がセットとして付いた。

## 収録曲
1. 風の歌 [4:40]
作詞：田中和将、作曲：亀井亨、編曲：長田進・GRAPEVINE
メロトロンが使用されている楽曲。
当初、タイトルは「転がっている石ころのような」という歌詞から取って「STONE」と付けられていたが、スタッフからのアイデアでこのタイトルになった。
田中曰く、曲自体は『TWANGS』の時からあったが、詞が書けなかったため、収録は見送られたという。
2. This town [4:20]
作詞：田中和将、作曲：GRAPEVINE、編曲：長田進・GRAPEVINE
2009年のツアー中で既に披露されていた楽曲。
曲の後半に西川と田中のツインリードがあり、メンバーはこの部分を「サビ」であると語っている。
アルバム『真昼のストレンジランド』にも収録されている。